# تشيس هوبر
تشيس آلان هوبر (بالإنجليزية: Chase Alan Hooper؛ مواليد 13 سبتمبر 1999) هو مُقاتل فنون قتالية مختلطة أمريكي. يُنافي في الوزن الخفيف في يو إف سي.

## وصلات خارجية
- تشيس هوبر على موقع يو إف سي (الإنجليزية)
- تشيس هوبر على موقع شيردوغ (الإنجليزية)
- تشيس هوبر على موقع Tapology.com (الإنجليزية)